# Кеч

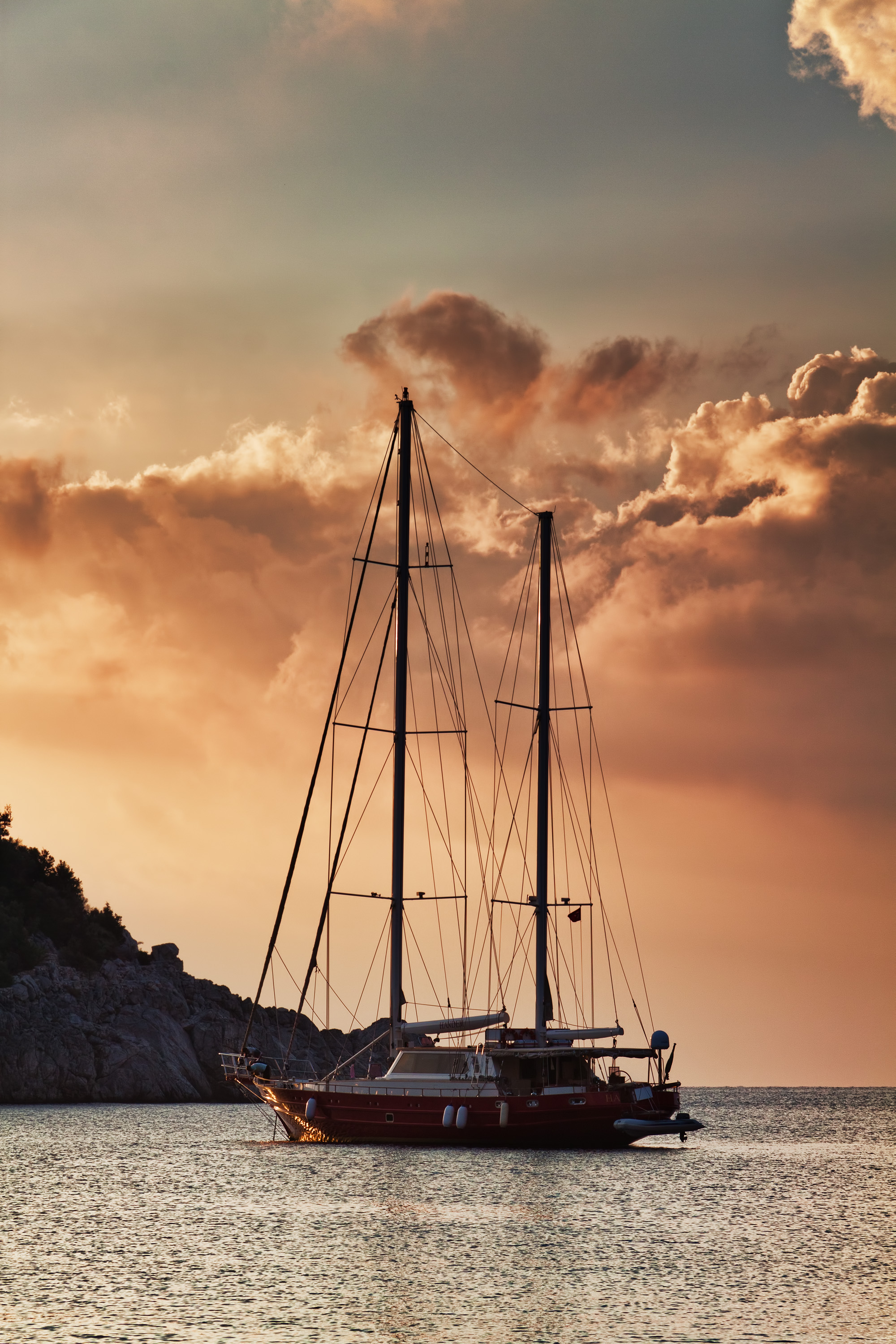
Кеч

Кеч, кэч (англ. ketch) — тип двухмачтового парусного судна с косыми парусами. Появились в середине XVII века в Англии и Северной Америке как рыболовные и торговые суда. Торговые суда аналогичной конструкции ещё назывались гукорами.
Кеч отличается от шхуны тем, что у кеча задняя мачта ниже передней (при этом у кэча передняя мачта называется грот, а задняя бизань, в то время как у двухмачтовой шхуны передняя мачта называется фок, а задняя грот); отличие же кеча от иола состоит в расположении бизань-мачты впереди головки баллера (оси) руля. Площадь парусов кормовой мачты значительна и составляет около 15—20 % всей парусности. Паруса кеча косые, может быть использовано гафельное вооружение. При слабом ветре между бизанью и гротом может устанавливаться апсель.
Подобное парусное вооружение и расположение оси руля дает преимущества по управляемости и ходкости в сильный ветер.
В XVIII—XX вв. кечем в Британии назывался небольшой двухмачтовый парусник, использовавшийся в основном для прибрежных перевозок. Обычно парусное вооружение было смешанным. Пример — т. н. Балтийский кеч (англ. Baltic Ketch), тип, ввозивший лес и пеньку из портов Балтики.

## Отличия кеча и иола
Часто кеч путают с иолом, у которого бизань находится в корму от баллера руля. За исключением этого признака, оба типа вооружения внешне похожи, хотя бизань у иола несколько меньше относительно грота. Кеч требует больше рук для управления и обычно несколько больше по размерам.
В большинстве случаев площадь бизани кеча приблизительно равна двум третям площади грота. В зависимости от типа корпуса и величины свесов на кечах возможны различные варианты расположения мачт по длине судна. У кеча топы мачт часто соединяются штагом-карнаком.
Бизань-мачта кеча создаёт большое неудобство рулевому, исключение представляют лишь суда с кокпитом в центре. Иол свободен от такого недостатка и, кроме того, размеры его бизани исключают необходимость рифления, а это является преимуществом иола как крейсерской яхты.
Разница в вооружении кеча и иола определяет возможные отличия их стоячего такелажа. Бизань-мачта иола имеет независимый стоячий такелаж, причём мачту в продольном направлении в отсутствие штагов удерживают ванты, существенно разнесенные по длине судна. У кеча топы мачт часто соединяются штагом-карнаком.
Во время широкого распространения тендеров иолы и кэчи имели по два-три передних паруса. Теперь они, как и шлюпы, чаще несут один основной топовый стаксель и используют дополнительные передние паруса.
В то же время, существует мнение, что вооружение с двумя стакселями более удобно, поскольку площадь парусов уменьшается уборкой быстрее, чем их заменой. Площадь парусности иолов и кечей на полных курсах может быть существенно увеличена путём постановки бизань-стакселя (апселя).
Существенная положительная черта этих яхт заключается в том, что при любом варианте парусности, выбираемом в соответствии с силой ветра, их центровка не нарушается. При шквале, например, достаточно убрать грот. То же самое делается и при необходимости взять рифы на гроте, поскольку зарифить убранный парус намного легче. Также более простыми являются операции по замене парусов. Здесь достаточно самого малочисленного экипажа.
Однако длительная штормовая лавировка, требующая концентрации парусности ближе к середине судна, для иолов и кечей с парусами в оконечностях оказывается неблагоприятной, поскольку при этом их сравнительно невысокие лавировочные качества дополнительно снижаются.
Ещё один эксплуатационный недостаток иолов и кечей — необходимость уборки бизань-стакселя при смене галса, так как его штаг мешает грота-гику. Есть у них недостаток и более серьёзный: сравнительно низкая эффективность парусного вооружения в целом.